# Joseph Louis Henri Sarret de Coussergues
Joseph Louis Henri Sarret de Coussergues est un homme politique français né le 29 juillet 1759 à Béziers (Hérault) et décédé le 2 février 1845 à Béziers.
Contre-amiral, conseiller général, il est député de l'Hérault de 1822 à 1827, siégeant dans la majorité soutenant les gouvernements de la Restauration. Il est pair de France de 1827 à 1830.

## Sources
- « Joseph Louis Henri Sarret de Coussergues », dans Adolphe Robert et Gaston Cougny, Dictionnaire des parlementaires français, Edgar Bourloton, 1889-1891 [détail de l’édition]